# Cephaloziopsis exigua
Cephaloziopsis exigua là một loài rêu tản trong họ Cephaloziellaceae. Loài này được (Inoue) R.M. Schust. & Inoue miêu tả khoa học lần đầu tiên năm 1974.